# Hanan l'Egiziano
Hanan l'Egiziano (in ebraico חנן המצרי ‎?, traslitt.: Hanan ha-Mitzri) (Alessandria d'Egitto, II secolo) era un rinomato saggio ebreo, rabbino Tanna della 3ª generazione (110 - 135 e.v.), inizialmente di Alessandria d'Egitto.
Si trasferì successivamente in Giudea e fu attivo tra gli studiosi di Yavne. fu discepolo di Rabbi Akiva ed è citato tra "coloro che dibattevano coi saggi." Solo una legge, relativa al servizio templare dello Yom Kippur, è conservato in suo nome (Yoma 63b).
Un altro saggio dallo stesso nome, presiedeva come giudice civile del tribunale di Gerusalemme, durante l'epoca del Tempio. Fu attivo qualche generazione prima.